# Jon Poll
Jon Poll (* 1958) ist ein US-amerikanischer Filmeditor und Filmregisseur.
Jon Poll ist ein Sohn des Filmproduzenten Martin Poll. Er schloss 1981 sein Studium der Filmproduktion an der University of Southern California ab. Seit dieser Zeit ist er als Filmeditor und gelegentlich als Co-Produzent für Film und Fernsehserien tätig. 2007 gab er mit der Filmkomödie Charlie Bartlett sein Debüt als Regisseur. 2015 und 2016 inszenierte er einige Episoden von Fernsehserien wie Still the King.

## Filmografie (Auswahl)
Als Editor
- 1990: Captain America
- 1990: Airborne – Flügel aus Stahl (Fire Birds)
- 1992: Forever Young
- 1994: Ferien total verrückt (Camp Nowhere)
- 1996: Dunston – Allein im Hotel (Dunston Checks In)
- 1997: Mein Liebling, der Tyrann (The Beauticion and the Beast)
- 1999: Mystery – New York: Ein Spiel um die Ehre (Mystery, Alaska)
- 1999: Austin Powers – Spion in geheimer Missionarsstellung (Austin Powers: The Spy Who Shagged Me)
- 2000: Meine Braut, ihr Vater und ich (Meet the Parents)
- 2001: Monkeybone
- 2002: Tötet Smoochy (Death to Smoochy)
- 2002: Austin Powers in Goldständer (Austin Powers in Goldmember)
- 2003: Scary Movie 3
- 2004: Meine Frau, ihre Schwiegereltern und ich (Meet the Fockers)
- 2010: Dinner für Spinner (Dinner for Schmucks)
- 2012: Die Qual der Wahl (The Campaign)
- 2015: Big Business – Außer Spesen nichts gewesen (Unfinished Business)
- 2015: The Brink – Die Welt am Abgrund (The Brink, Fernsehserie, 5 Folgen)
- 2017: Greatest Showman (The Greatest Showman)
- 2019: Bombshell – Das Ende des Schweigens (Bombshell)
- 2023: Die Farbe Lila (The Color Purple)

Als Regisseur
- 2007: Charlie Bartlett
- 2016: Still the King (Fernsehserie, 3 Folgen)